# Rudolf Spitaler
Rudolf Ferdinand Spitaler (n. 7 ianuarie 1859, Bad Bleiberg⁠(d), Carintia, Austria – d. 16 octombrie 1946, Lübtheen, Republica Democrată Germană, Germania) a fost un astronom, geofizician, meteorolog și climatolog austriac.
A descoperit 64 de obiecte IC, în timp ce lucra la Observatorul din Viena, precum și cometa 113P/Spitaler.
A fost unul dintre primii care a speculat existența celei de-a 13 constelații zodiacale, identificată mai târziu ca fiind Ophiuchus.

## Lucrări (selecție)
- Zeichnungen und Photographien am Grubb’schen Refractor von 68cm (27 engl. Zoll) Öffnung in den Jahren 1885 bis 1890 (1891)
- Bahnbestimmung des Kometen 1851 III (Brorsen) (1894)
- Periodische Verschiebungen des Schwerpunktes der Erde (1905)
- Die Achsenschwankungen der Erde als Ursache der Auslösung von Erdbeben (1913)
- Das Klima des Eiszeitalters (1921)